# Schwerer Panzerspähwagen
A família Schwerer Panzerspähwagen foi uma gama de veículos especializados utilizados pela Alemanha Nazista para reconhecimento e apoio às divisões blindadas Panzer.

## Variantes
6 Rad – produzidos de 1932 a 1937
- Sd.Kfz. 231 6 Rad
- Sd.Kfz. 232 6 Rad
- Sd.Kfz. 263 6 Rad

8 Rad – produzidos de 1937 a 1942
- Sd.Kfz. 231 8 Rad
- Sd.Kfz. 232 8 Rad ou Schwerer Pazerspähwagen (Fu) Sd.Kfz. 232 (8 Rad)
- Sd.Kfz. 233 8 Rad ou Schwerer Panzerspähwagen (7,5 cm) Sd. Kfz. 233
- Sd. Kfz. 263 (8-rad) ou Panzerfunkwagen Sd. Kfz. 263 (8-rad)

### Família Sd.Kfz. 234
- Sd. Kfz. 234/1
- Sd. Kfz. 234/2
- Sd. Kfz. 234/3
- Sd. Kfz. 234/4